# سرقلعه زیوار
سرقلعه زیوار، روستایی از توابع بخش سوسن شهرستان ایذه در استان خوزستان ایران است.

## جمعیت
این روستا در دهستان سوسن غربی قرار دارد و براساس سرشماری مرکز آمار ایران در سال ۱۳۸۵، جمعیت آن ۲۲۸ نفر (۳۵خانوار) بوده‌است.اکثریت اهالی این روستا از تیره سرملی طایفه سهید(سعید) باب دینارانی هستند.روستای سرقلعه زیوار روستایی کوهپایه ای  و در نزدیکی رودکارون قرار دارد.